# Krzysztof Cuch
Krzysztof Cuch (ur. 27 sierpnia 1968 w Warszawie) – polski piłkarz, występujący na pozycji obrońcy.

## Życiorys
Syn Tadeusza, sprintera. Jest wychowankiem Olimpii Warszawa. W sezonie 1986/1987 był zawodnikiem Hutnika Warszawa. Z klubem tym po barażach spadł wówczas z ligi. Po zakończeniu sezonu został piłkarzem Widzewa Łódź. W przeciągu dwóch sezonów gry w łódzkim klubie wystąpił w 14 ligowych spotkaniach. Podczas rundy jesiennej sezonu 1989/1990 pozostawał bez klubu, a w styczniu 1990 roku został na zasadzie wolnego transferu pozyskany przez Legię Warszawa. W rundzie wiosennej rozegrał trzy ligowe mecze, debiutując w spotkaniu ze Stalą Mielec 4 marca (0:0).

## Statystyki ligowe
| Sezon         | Klub            | Liga    | Mecze | Gole |
| ------------- | --------------- | ------- | ----- | ---- |
| 1986/1987     | Hutnik Warszawa | II liga | 4     | 0    |
| 1987/1988     | Widzew Łódź     | I liga  | 13    | 0    |
| 1988/1989     | Widzew Łódź     | I liga  | 1     | 0    |
| 1989/1990 (w) | Legia Warszawa  | I liga  | 3     | 0    |